# I'm Your Man

I'm Your Man je osmi studijski album kanadskog pjevača Leonarda Cohena objavljen 1988.
Pjesma "Everybody Knows"  je prva koju je Cohen napisao zajedno sa Sharon Robinson. Kasnije je s njom surađivao više puta, između ostalog na albumu Ten New Songs objavljenom 2001. godine. 

## Popis pjesama
1. "First We Take Manhattan" (Leonard Cohen) - 6:01
2. "Ain't No Cure for Love" (Cohen) - 4:50
3. "Everybody Knows" (Cohen, Sharon Robinson) - 5:36
4. "I'm Your Man" (Cohen) - 4:28
5. "Take This Waltz" (Cohen, Federico García Lorca) - 5:59
6. "Jazz Police" (Cohen, Jeff Fisher) - 3:53
7. "I Can't Forget" (Cohen) - 4:31
8. "Tower of Song" (Cohen) - 5:37